# Takahiro Mitsuyoshi
Takahiro Mitsuyoshi (jap. 光吉 孝浩, Mitsuyoshi Takahiro) ist ein japanischer Dokumentarfilmer.

## Leben
Takahiro Mitsuyoshi studierte an der Waseda-Universität in Tokio und wurde danach Fotograf und Fernsehregisseur. Im Jahr 2007 nahm er am Contents Creation Science Program der Universität Tokio teil. Sein erster Film als Regisseur war  Blue Symphony. Der Film handelt von Jacques Mayol, dem berühmtesten Apnoetaucher, der kurz vor seinem Selbstmord häufig die japanische Stadt Karatsu besuchte. Er wurde 2008 auf dem Tokyo International Film Festival präsentiert.
Ab 2010 nahm er an einem Programm der Japan International Cooperation Agency (JICA) im Autonomen Gebiet Guangxi in der Volksrepublik China teil. Er realisierte in Zusammenarbeit mit chinesischen Studenten einen Kurzfilm, für den sie Zeugnisse von Opfern des Tōhoku-Erdbebens von 2011 sammelten.